# Tetralocularia
Tetralocularia é um género botânico pertencente à família Convolvulaceae.
1. ↑  «Tetralocularia — World Flora Online». www.worldfloraonline.org. Consultado em 19 de agosto de 2020